# 니시노 유지
니시노 유지(일본어: 西野 勇士, 1991년 3월 6일 ~ )는 일본의 프로 야구 선수이며, 현재 퍼시픽 리그인 지바 롯데 마린스의 소속 선수(투수)이다. 도야마현 다카오카시 출신이다.

## 인물

### 프로 입단 전
형의 영향으로 다섯 살때부터 야구를 시작했다. 초등학교에서는 소년 야구팀 ‘가와하라 타이거스’, 중학교 시절에는 경식 야구 클럽 ‘다카오카 보이즈’에 소속 선수로 활약했다. 중학생 시절까지는 외야수 겸 3루수로 뛰었고 ‘다카오카 보이즈’에서는 당시 2년 간 코치를 맡았던 하시모토 기요시로부터도 가르침을 받았다.
중학교 시절에는 학업 성적도 좋았기 때문에 진학교인 다카오카 고등학교에 진학하라는 권유를 받았으나 야구 강호교이자 이웃 마을에 있는 신미나토 고등학교에 진학했는데 자전거로 1시간씩 걸려서 학교에 다녔다. 1학년 여름에는 투수로 전향했고 3학년 봄에 열린 도야마현 대회에서는 8강에 오르면서 야구 전문지에 도야마현의 주력 선수로 소개될 정도의 존재감을 드러냈다. 에이스로 나선 3학년 하계 도야마현 대회에서는 전체 5경기에 등판하여 팀의 결승 진출을 이끌었지만 다카오카 상업고등학교와의 결승전에서 2대 3으로 패해 준우승에 머물렀다. 고교 졸업 후 진로에 대해 도요 대학 진학 관련 얘기가 나오면서 당시 감독으로부터 진학하라는 권유가 있었지만 본인은 프로에 진출하겠다는 목표로 삼고 있었기 때문에 진학 쪽은 일절 고려하지 않고 프로 지망계를 제출했다.
2008년 10월 30일, 프로 야구 드래프트 회의에서 지바 롯데 마린스로부터 육성 선수 드래프트 5순위 지명을 받았고 11월 22일에 준비금 240만 엔, 연봉 100만 엔(금액 추정치)으로 육성 선수 계약을 맺었다. 등번호는 131번으로 결정했다.

### 프로 입단 후

#### 2009-2012년
2009년에는 2군에서의 등판은 없었고 2010년에는 2군에서 9경기에 등판해 35이닝 동안 평균 자책점 2.83을 기록했다. 2011년에는 2군에서 20경기에 등판했는데 35와 1/3이닝을 던져 평균 자책점 2.80을 기록했다. 육성 선수 계약은 원칙적으로 3년이기 때문에 시즌 종료 후 자유 계약이 됐고 그 후 육성 계약을 다시 맺었다.
2012년에는 2군에서 11경기에 등판해 32이닝을 던져 평균 자책점 3.94로 떨어졌다. 시즌 종료 후 자유 계약이 됐지만 마운드에서의 강한 정신력을 가졌다는 높은 평가를 받고 11월 10일에 지배하 선수로 등록됐다. 추정 연봉은 440만 엔, 등번호는 67번으로 변경됐다.

#### 2013년
춘계 스프링 캠프를 2군에서 시작했고 2월 말에는 1군에 합류한 뒤 시범 경기에서 호투를 이어나갔고 개막 로테이션 진입 가능성도 거론됐으나 중간 계투로서의 시즌 개막을 1군에서 맞이했다. 3월 30일 오릭스 버펄로스전에서 데뷔 첫 등판을 이뤄 2와 2/3이닝을 던져 6피안타 1실점의 성적을 남겼다. 4월 7일 도호쿠 라쿠텐 골든이글스전에서는 데뷔 후 처음으로 선발 등판하여 2이닝 1피안타 무실점으로 호투했지만 경기가 우천으로 인해 노 게임이 선언되면서 기록에는 남지 않았다. 다음 날 8일에 열린 라쿠텐전에서 슬라이드 등판했기 때문에 프로 첫 선발을 이틀 연속으로 경험하게 되면서 7이닝 동안 5피안타 무실점의 호투로 데뷔 첫 승리 투수가 됐다. 그 후 선발 로테이션을 지켜내면서 6월 종료 시점에서 7승 2패, 평균 자책점 2.15라는 좋은 성적을 거두며 7월 1일에 감독 추천으로 데뷔 후 처음으로 올스타전에 출전을 이뤘다. 올스타전 3차전에서는 퍼시픽 리그 올스타팀의 2번째 투수로 등판하여 2이닝 2피안타 무실점을 기록했다. 다만 정규 시즌에서는 7월 6일 사이타마 세이부 라이온스전에서 직구 최고 속도가 140km/h에 그치는 등 여름에 들어서자마자 컨디션이 떨어지면서 8월 10일에는 오른쪽 어깨 통증으로 인해 1군 등록이 말소됐다. 같은 달 23일 라쿠텐전에서 1군에 복귀했지만 6이닝 도중 4실점으로 패전 투수가 됐다. 이 경기를 포함하여 1군 복귀 후 3전 3패를 당하는 등 시즌 후반기에는 오른쪽 어깨에 통증이 있을 정도로 극심한 부진에 시달렸다. 이 해에는 1군에서 24경기(22차례 선발)에 등판하여 평균 자책점 3.80, 팀내 2위인 139와 2/3이닝, 가라카와 유키·후루야 다쿠야와 나란히 팀내 1위에 해당되는 9승을 기록했다.
포스트시즌인 세이부와의 클라이맥스 시리즈 퍼스트 스테이지 1차전에서는 4점 앞선 5회말 1사 만루 상황에서 팀의 두 번째 투수로 등판하여 1과 2/3이닝을 무안타 무실점으로 막아내고 승리 투수가 됐다.  팀은 파이널 스테이지에서 탈락했지만 니시노 자신은 중간 계투로서 4경기에 등판해 평균 자책점 1.42, 탈삼진률 9.95를 기록했다. 12월 12일의 연봉 협상에서는 구단 역사상 최고의 승급률이 되는 500% 증가(2,640만 엔 상승)된 추정 연봉 2,200만 엔으로 서명했고 구단 측은 등번호를 29번으로 변경됐다는 사실을 공식 발표했다.

#### 2014년

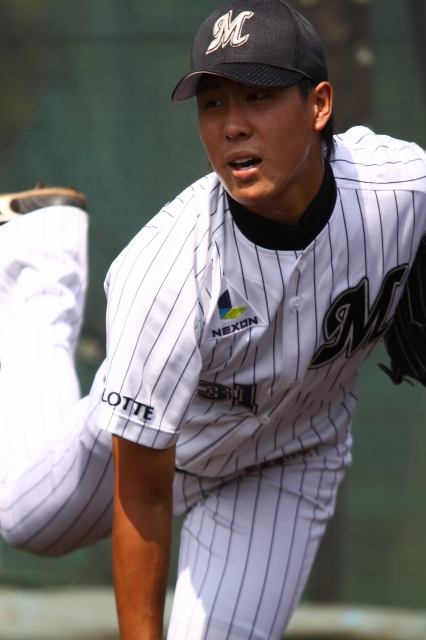
육성 선수 시절 (2012년 3월 7일)

전년도 포스트 시즌에서의 활약에 대한 높은 평가가 나오면서 시즌 초에 팀의 마무리 투수로의 전향이 급부상하게 되면서 오른쪽 어깨 상태를 고려하여 춘계 스프링 캠프는 2군에서 맞이했으나 이후 1군에 합류했다. 작년에 최다 세이브 타이틀을 차지했던 마스다 나오야가 오른쪽 팔꿈치 통증으로 전력에서 이탈하여 마무리 투수로서의 시즌 개막을 1군에서 맞이하게 됐다. 4월 5일 홋카이도 닛폰햄 파이터스전에서 데뷔 첫 세이브, 같은 달 18일 후쿠오카 소프트뱅크 호크스전에서 데뷔 첫 홀드를 기록하는 등 개막 이후부터 5월 3일 세이부전까지 14경기 연속 무실점을 기록했다. 이후 호조를 유지해나가면서 마스다의 복귀 후에도 마무리 투수 자리를 지키는 등 시즌 종료 때까지 그 역할을 이뤘다. 이 해에는 팀내 최다 기록인 57경기에 등판하여 1승 9홀드, 평균 자책점 1.86 34차례의 세이브 기회에서 3차례 실패에 그쳤고, 리그 3위에 해당되는 31세이브로 좋은 성적을 남겼다. 시즌 종료 후에는 미일 야구 2014(관련 내용)에 출전했고 오프인 12월 17일 연봉 협상에서는 3,360만 엔이 상승한 추정 연봉 6,000만 엔으로 서명했다.

#### 2015년
시즌 개막을 앞두고 일본 대표팀 평가전(관련 내용)에 출전했고 정규 시즌에서는 마무리 투수로서의 개막을 1군에서 맞이하여 세이브 기회에서 단 한 번의 실패없이 계속되는 등 9월 23일 라쿠텐전에서 개인 최다인 34세이브를 올렸지만 9회 투 아웃 상황에서 투수 땅볼이 왼발에 직격했다. 경기 후 왼발에 타박상 진단을 받았으나 다음 날 24일 재검사에서 왼발에 골절상 진단을 받고 9월 25일에 1군 등록이 말소되면서 그대로 시즌을 마쳤다. 이 해에는 54경기에 등판하여 1승 2패 4홀드 34세이브, 평균 자책점 1.83, 세이브 기회에서는 단 한 번의 실패없이 좋은 성적을 남겼고 오프에는 4,000만 엔이 상승한 추정 연봉 1억 엔으로 재계약을 맺었다.

#### 2016년
시즌 개막을 앞두고 일본 대표팀 평가전(관련 내용)에 출전했고 정규 시즌에서는 마무리 투수로서의 개막을 1군에서 맞이했다. 감독 추천으로 3년 만에 두 번째 올스타전에 출전했다. 하지만 교류전에 들어갈 무렵부터 오른쪽 팔꿈치에 통증을 느꼈고 5월 말부터는 구원 실패가 계속돼 6월 말부터 7월 초순까지 등판한 4경기 연속으로 실점을 내주는 등의 부진한 모습을 보였다. 7월 30일 라쿠텐전에서 세이브 달성에 실패하여 다음 날 31일에 1군 등록이 말소됐다. 가벼운 피로 진단을 받았지만 오른쪽 팔꿈치 통증이 좀처럼 가시지 않아 1군 복귀는 약 2개월 후인 9월 27일이 되면서 이 해에는 42경기에 등판하여 3승 6패 5홀드 21세이브, 평균 자책점 3.35의 성적을 기록했다. 시즌 종료 후에는 선발 재전향에 대한 움직임이 거론되면서 본인이 ‘돌아가고 싶다’라는 의향도 있었기 때문에 추계 스프링 캠프에서 선발로의 재전향이 결정됐다. 오프에는 500만 엔이 삭감된 추정 연봉 9,500만 엔으로 재계약을 맺었다.

#### 2017년
개막 2경기째인 소프트뱅크전에서 4년 만에 선발 등판을 이뤘지만 6이닝 4실점(3자책점)으로 패전 투수가 됐다. 선발 후보가 많은 팀내 사정이 있어서 다음날인 4월 2일에 등록이 말소됐지만 두 번째 등판이던 13일 오릭스전에서는 6이닝 6피안타 1실점으로 호투하며 2013년 8월 9일 이후 처음으로 선발 승을 거뒀다. 하지만 ‘시범 경기 때부터 이상했다’며 작년에 앓았던 오른쪽 팔꿈치 통증이 재발했고 5월 3일에는 이번 해에 세 번째로 등록이 말소됐다. 오른쪽 팔꿈치 인대 손상이라는 진단을 받고 한때는 수술도 검토했지만 “그다지 중증은 아니고, 이것이라면 쉬면서 고칠 수 있다”고 판단했다. 한 달 반 동안은 실전 등판을 피하고 재활에 나선 뒤 2군에서 13경기에 등판하여 3승 4패, 평균 자책점 4.88을 기록했고 9월 30일 라쿠텐전에서 1군에 복귀했다. 이 경기에서는 6이닝 2실점의 호투로 시즌 2승째를 올렸다. 그해 5경기에 선발 등판하여 2승 3패, 평균 자책점 4.73에 그쳤고 오프에는 2,000만 엔이 삭감된 연봉 7,500만 엔으로 재계약을 맺었다.

#### 2018년
중간 계투로서 개막을 1군에서 맞이했지만 시즌 첫 등판인 4월 4일 오릭스전에서 1이닝 2피안타 2볼넷 3실점이라는 부진한 모습을 보였고 같은 달 7일에 등록이 말소됐다. 그 후 7월 6일에는 1군에 복귀했고 8월 6일에 등록 말소, 9월 26일에 재등록하는 등 시즌 대부분을 2군에서 보냈다. 이 해에는 오른쪽 팔꿈치 통증에 시달리는 일은 없었지만 14경기에 등판하여 평균 자책점 6.19로 끝났고 오프에는 1,500만 엔이 삭감된 추정 연봉 6,000만 엔으로 재계약을 맺었다. 12월에는 미국 시애틀에 위치한 트레이닝 시설 ‘드라이브 라인 베이스볼’에 직접 약속을 잡은 뒤 자비로 방문해서 영상을 참고로 하는 투구 폼을 해석 및 분석하는 시간을 가졌다.

#### 2019년
작년 오프부터 임한 투구폼 수정이 주효하여 직구의 스피드와 변화구의 결이 되돌아왔다. 중간 계투로서의 시즌 개막을 1군에서 맞이하여 4월 23일 세이부전에서는 3년 만의 홀드, 5월 9일 역시 세이부전에서 3년 만의 세이브를 올리는 등 불펜의 일각을 맡았다. ‘후반기 추격을 위해서는 선발 투수가 필요하다’는 요시이 마사토 투수 코치의 제안으로 7월 11일부터는 2군에서 선발 조정을 했다. 8월 5일 라쿠텐전에서는 5이닝 동안 3피안타 무실점으로 막아내며 674일 만에 1군에서의 선발 등판을 승리로 장식했다. 같은 달 16일 오릭스전에서는 7이닝 동안 6피안타 10탈삼진 2실점으로 호투하여 6년 만에 두 번째인 두 자릿수 탈삼진을 기록했고 9월 7일 소프트뱅크전에서 9이닝 동안 114개의 공을 던져 4피안타 무실점의 내용으로 데뷔 첫 완투·첫 완봉승을 동시에 올렸다. 이 해에는 37경기(6차례의 선발)에 등판하여 2승 3패, 5홀드 2세이브 평균 자책점 2.96으로 부활을 각인시킨 시즌을 보냈고 연봉 협상에서는 1,000만 엔이 상승한 추정 연봉 7,000만 엔으로 서명했다. 오프에는 작년과 마찬가지로 ‘드라이브 라인 베이스볼’에서 자체 훈련을 실시했다.

#### 2020년
코로나19의 영향으로 시즌 개막이 6월로 연기되면서 개막 로테이션 진입이 확실시되고 있었다. 하지만 6월 10일 주니치 드래건스와의 연습 경기 후 오른쪽 팔꿈치에 통증을 느껴 같은 달 16일 요코하마시내의 병원에서 오른쪽 팔꿈치의 내측측부인대가 손상됐다는 진단을 받았다. 6월 29일 요코하마 시내의 병원에서 오른쪽 팔꿈치 내측측부인대 재건 수술(토미 존 수술)을 받았고 송구 재개는 4개월 후인 11월 상순이 될 것으로 예상됐는데 이튿날 30일에 구단 측에서 이 같은 사실을 발표했다. 그 해에는 지배하 등록 후 처음으로 1군에서의 등판 없이 끝났지만 12월 4일의 연봉 협상 시점에서 약 40미터의 송구 훈련을 실시하는 등 재활은 순조롭게 진행됐다. 감액 제한의 25%가(1,750만 엔 삭감) 줄어든 추정 연봉 5,250만 엔으로 서명했다.

#### 2021년
작년과 마찬가지로 1군·2군 모두 등판 없이 시즌을 마쳤으나 미야자키 훼닉스 리그에서 실전 복귀를 이뤄내며 오프에 1,000만 엔이 삭감된 추정 연봉 4,250만 엔으로 재계약을 맺었다.

#### 2022년
2월에 있은 춘계 스프링 캠프를 B조에서 지냈으나 시범 경기부터는 1군에 합류하여 이 해 시즌에는 중간 계투로서 활약했다. 이는 순조로운 조정으로 보였지만 이구치 다다히토 감독은 니시노를 중간 계투로 기용하겠다는 계획을 밝힌 것에 의한 것이다. 이 해에 지바 롯데는 작년 시즌에 24홀드(팀내 2위)를 기록한 프랭크 허먼이 퇴단한 것을 비롯해 사사키 지하야(동 1위)와 가라카와 유키(동 3위)는 개막에 늦어졌고 더욱이 후반기에서 셋업맨 역할을 맡은 구니요시 유키는 시범 경기에서 불안정한 투구가 계속됨에 따라 3년 만에 셋업맨으로서 1군에서의 개막을 맞이하게 됐다. 3월 27일 라쿠텐전(라쿠텐 세이메이 파크 미야기)에서 3년 만의 공식전 등판을 이루면서 4월 12일 소프트뱅크전에서는 948일 만에 승리 투수가 됐다. 등판 간격을 고려하면서도 8회에 셋업맨을 맡게 되면서 5월 20일 종료 시점에서 14경기에 등판하여 1승 2패 7홀드·평균 자책점 2.57을 기록하고 있었지만 다음 날인 21일에 ‘특례 2022’로 인해서 등록이 말소됐다. 5월 25일에는 1군에 복귀하였으나 개막 이후부터 존재감을 보였던 도조 다이키와 오노 후미야가 5월에 들어서자 중요한 상황에서 맡게 됐고 복귀 후 자신은 팀이 뒤지고 있는 상황에서도 등판 기회가 늘었다. 중도 입단한 로베르토 오수나가 6월 하순 1군에 합류하여 안정적인 활약을 보임에 따라 자신의 등판 기회는 줄어들면서 7월에는 2경기 등판에 그쳤다. 같은 달 26일에는 코로나19 확진으로 특례 2022 조치에 의해서 등록이 말소됐다.
8월 14일에는 2군전에서 실전 복귀하고 같은 달 23일에는 1군에 복귀, 9월에는 11경기에 등판하여 2승 1패 4홀드·평균 자책점 0.84로 안정된 투구를 보였다. 이 해엔 37경기에 등판하여 3승 3패 15홀드 평균 자책점 1.73을 기록했다. 오프에 있은 연봉 협상에서는 750만 엔이 상승한 추정 연봉 5,000만 엔으로 서명했다.

#### 2023년
선발로 전향하여 6년 만에 개막 로테이션에 진입했다. 개막 4차전인 닛폰햄전에서 약 3년 반 만에 선발 마운드에 올라 5이닝 4실점으로 1305일 만에 선발승을 올렸다. 그 후에는 등판 간격을 두면서 선발 등판이 이어졌지만 6월 9일 히로시마 도요 카프전 이후에 피로감을 호소하여 같은 달 25일의 닛폰햄전에 15일을 쉬고 선발 등판했다. 이어진 7월 4일 세이부전에서는 7이닝 무실점을 기록하여 이 시점에서 10경기에 선발 등판해 6승 2패, 평균 자책점 2.53을 기록하고 있었지만 다음 선발 등판을 향한 불펜 조정 후에 오른쪽 어깨에 이상을 호소하여 7월 12일에 출장 선수 등록이 말소됐다. 같은 달 22일 소프트뱅크전에서 1군에 복귀한 이후에는 열흘 정도 쉬면서 그 이상을 비우는 선발 등판이 계속되자, 그 해에는 18경기에 선발 등판하여 8승 5패, 평균 자책점 2.69를 기록했다. 소프트뱅크와의 클라이맥스 시리즈 퍼스트 스테이지 2차전에서는 7년 만의 포스트시즌 등판을 이뤘지만 올 시즌 가장 짧은 3이닝 3실점으로 강판돼 패전 투수가 됐다.

## 국가대표 경력

### 미일 야구 2014
2014년 10월 9일, 미일 야구 2014의 일본 대표팀 선수로 발탁됐다. 이 대회에서는 다카하시 도모미와 함께 더블 스토퍼로 지명돼 세이브도 기록했다. 3차전에서는 선발 노리모토 다카히로가 5회까지 퍼펙트 피칭, 두 번째 투수 니시 유키가 2이닝 동안 2개의 4사구, 세 번째 투수 마키타 가즈히사가 1이닝 2볼넷으로 팀이 무안타 무실점을 이어가던 와중에 9회에 등판했는데 삼자범퇴로 막아내는 호투에 힘입어 미일 야구 사상 최초로 계투에 의한 노히트 노런을 달성했다.

### 제1회 프리미어 12
2015년 2월 16일에 ‘GLOBAL BASEBALL MATCH 2015 사무라이 재팬 대 유럽 대표’의 일본 대표팀 선수로 발탁됐는데 이 평가전에서도 마무리를 맡았다.
같은 해 7월 16일에는 제1회 WBSC 프리미어 12 일본 대표팀 제1차 후보 선수, 9월 10일에 제1회 WBSC 프리미어 12의 일본 대표팀 후보 선수로 선출됐으나 위에서 말한 부상의 영향으로 최종 명단 28인에는 들지 못했다.

### 제4회 WBC
2016년 2월 15일에 ‘사무라이 재팬 평가전 일본 vs 중화 타이베이’의 일본 대표팀 26인 명단에 올랐다고 발표했다. 이 평가전에서도 마무리 투수를 맡았고, 2차전에서는 8회 종료 시점에 2점을 앞서고 있었기 때문에 9회말에 등판했지만 팀이 9회초에 6점을 올리면서 세이브를 잡진 못했다.
제4회 WBC 출전에 의욕적인 모습을 보였지만 2016년 정규 시즌에서 오른쪽 팔꿈치 통증에 시달리면서 대표팀 입성에는 이루지 못했다.

## 플레이 스타일
포크볼을 결정구로 하는 우완 투수이다. 포크볼은 ‘카운트를 잡기 위한 낙차가 작은 것’과 ‘헛스윙을 잡기 위한 낙차가 큰 것’이라는 두 종류가 있으며 변화구는 그 밖에 슬라이더, 커브를 던진다. 스트레이트는 최고 속도 152 km/h를 측정했다.
고교 시절에는 최고 속도 143km/h의 직구와 슬라이더로 타자를 치는 유형의 투수였지만 주무기인 포크볼은 있었지만 잘 던지는 구종은 아니었다고 한다.

## 에피소드
- 별명은 ‘닛썅’(にっしゃん)[142], ‘니-썅’(にーしゃん)[143]이다.
- 지배하 선수 1년째인 2013년에는 우라와시의 구단 기숙사에서 QVC 마린필드가 있는 마쿠하리까지 전철로 출퇴근하고 있었다. 시즌 오프 기간을 이용해서 자동차 운전 면허를 취득했다.[144]
- 2015년 1월에 일반인 여성과 결혼했다.[51]

## 상세 정보

### 출신 학교
- 도야마 현립 신미나토 고등학교

### 선수 경력
- 지바 롯데 마린스(2009년 ~ )

### 개인 기록

#### 첫 기록
- 첫 등판 : 2013년 3월 30일, 대 오릭스 버펄로스 2차전(QVC 마린필드), 5회초에 2번째 투수로서 구원 등판, 2와 2/3이닝 1실점
- 첫 탈삼진 : 상동, 5회초에 사카구치 도모타카로부터
- 첫 선발·첫 승리 : 2013년 4월 8일, 대 도호쿠 라쿠텐 골든이글스 3차전(일본제지 클리넥스 스타디움 미야기), 7이닝 무실점
- 첫 세이브 : 2014년 4월 5일, 대 홋카이도 닛폰햄 파이터스 2차전(QVC 마린필드), 9회초에 4번째 투수로서 구원 등판·마무리, 1이닝 무실점
- 첫 홀드 : 2014년 4월 18일, 대 후쿠오카 소프트뱅크 호크스 4차전(QVC 마린필드), 10회초에 4번째 투수로서 구원 등판, 1이닝 무실점
- 첫 완투 승리·첫 완봉 승리 : 2019년 9월 7일, 대 후쿠오카 소프트뱅크 호크스 23차전(후쿠오카 야후오쿠! 돔), 9이닝 4피안타 무실점

#### 기타
- 육성 범위 출신 선수로는 최초의 첫 선발·첫 승리 : 2013년 4월 8일, 대 도호쿠 라쿠텐 골든이글스 3차전(일본제지 클리넥스 스타디움 미야기), 7이닝 무실점[11]
- 육성 범위 출신 선수로는 최초의 한 경기 두 자릿수 탈삼진 : 2013년 5월 20일, 대 히로시마 도요 카프 2차전(QVC 마린필드), 8과 1/3이닝 12탈삼진, 2실점[11]
- 육성 범위 출신 선수로는 최초의 시즌 30세이브(2014년)
- 올스타전 출장 : 2회(2013년[145], 2016년)

### 등번호
- 131(2009년 ~ 2012년)
- 67(2013년)
- 29(2014년 ~ )

### 연도별 투수 성적
| 연 도      | 소 속      | 등 판 | 선 발 | 완 투 | 완 봉 | 무 4 구 | 승 리 | 패 전 | 세 이 브 | 홀 드 | 승 률 | 타 자 | 이 닝 | 피 안 타 | 피 홈 런 | 볼 넷 | 고 4 | 몸 맞 | 탈 삼 진 | 폭 투 | 보 크 | 실 점 | 자 책 점 | 평 자 책 | W H I P |
| ---------- | ---------- | ----- | ----- | ----- | ----- | ------- | ----- | ----- | -------- | ----- | ----- | ----- | ----- | -------- | -------- | ----- | ---- | ----- | -------- | ----- | ----- | ----- | -------- | -------- | ------- |
| 2013년     | 지바 롯데  | 24    | 22    | 0     | 0     | 0       | 9     | 6     | 0        | 0     | .600  | 588   | 139.2 | 140      | 5        | 40    | 2    | 3     | 106      | 8     | 0     | 61    | 59       | 3.80     | 1.29    |
| 2014년     | 지바 롯데  | 57    | 0     | 0     | 0     | 0       | 1     | 1     | 31       | 9     | .500  | 219   | 58.0  | 33       | 4        | 15    | 1    | 0     | 63       | 3     | 0     | 12    | 12       | 1.86     | 0.83    |
| 2015년     | 지바 롯데  | 54    | 0     | 0     | 0     | 0       | 1     | 2     | 34       | 4     | .333  | 219   | 54.0  | 44       | 1        | 12    | 1    | 1     | 71       | 8     | 0     | 13    | 11       | 1.83     | 1.04    |
| 2016년     | 지바 롯데  | 42    | 0     | 0     | 0     | 0       | 3     | 6     | 21       | 5     | .333  | 180   | 43.0  | 39       | 4        | 11    | 2    | 1     | 36       | 2     | 0     | 17    | 16       | 3.35     | 1.16    |
| 2017년     | 지바 롯데  | 5     | 5     | 0     | 0     | 0       | 2     | 3     | 0        | 0     | .400  | 123   | 26.2  | 31       | 2        | 14    | 1    | 0     | 17       | 2     | 0     | 15    | 14       | 4.73     | 1.69    |
| 2018년     | 지바 롯데  | 14    | 0     | 0     | 0     | 0       | 0     | 0     | 0        | 0     | .000  | 75    | 16.0  | 20       | 2        | 6     | 0    | 0     | 19       | 2     | 0     | 12    | 11       | 6.19     | 1.63    |
| 2019년     | 지바 롯데  | 37    | 6     | 1     | 1     | 0       | 2     | 3     | 2        | 5     | .400  | 277   | 70.0  | 56       | 6        | 23    | 0    | 0     | 64       | 1     | 0     | 23    | 23       | 2.96     | 1.13    |
| 2022년     | 지바 롯데  | 37    | 0     | 0     | 0     | 0       | 3     | 3     | 0        | 15    | .500  | 152   | 36.1  | 28       | 4        | 17    | 1    | 0     | 35       | 1     | 0     | 8     | 7        | 1.73     | 1.24    |
| 2023년     | 지바 롯데  | 18    | 18    | 1     | 0     | 0       | 8     | 5     | 0        | 0     | .615  | 464   | 117.0 | 109      | 4        | 23    | 0    | 4     | 92       | 1     | 0     | 39    | 35       | 2.69     | 1.13    |
| 통산 : 9년 | 통산 : 9년 | 288   | 51    | 2     | 1     | 0       | 29    | 29    | 88       | 38    | .500  | 2297  | 580.2 | 500      | 32       | 161   | 8    | 9     | 503      | 28    | 0     | 200   | 188      | 3.02     | 1.18    |

- 2023년 시즌 종료 기준.

### 연도별 수비 성적
| 연도 | 소속      | 투수  | 투수  | 투수  | 투수  | 투수  | 투수     |
| 연도 | 소속      | 경 기 | 척 살 | 보 살 | 실 책 | 병 살 | 수 비 율 |
| ---- | --------- | ----- | ----- | ----- | ----- | ----- | -------- |
| 2013 | 지바 롯데 | 24    | 6     | 28    | 0     | 1     | 1.000    |
| 2014 | 지바 롯데 | 57    | 6     | 10    | 0     | 0     | 1.000    |
| 2015 | 지바 롯데 | 54    | 3     | 7     | 1     | 1     | .909     |
| 2016 | 지바 롯데 | 42    | 0     | 6     | 0     | 0     | 1.000    |
| 2017 | 지바 롯데 | 5     | 1     | 4     | 0     | 0     | 1.000    |
| 2018 | 지바 롯데 | 14    | 1     | 2     | 1     | 0     | .750     |
| 2019 | 지바 롯데 | 37    | 1     | 7     | 0     | 0     | 1.000    |
| 2022 | 지바 롯데 | 37    | 0     | 6     | 1     | 2     | .857     |
| 2023 | 지바 롯데 | 18    | 8     | 13    | 0     | 1     | 1.000    |
| 통산 | 통산      | 288   | 26    | 63    | 3     | 4     | .967     |

- 2023년 시즌 종료 기준

### 주해
1. ↑  육성 드래프트 출신의 선수가 플레이오프, 즉 CS에서 승리 투수가 되는 것은 사상 처음이다.[13]
2. ↑  ‘육성 출신 선수 시즌 30세이브’는 사상 처음이었다.[44]

### 출전
1. ↑  “ロッテ - 契約更改 - プロ野球”. 닛칸 스포츠. 2023년 12월 1일에 확인함.
2. 1 2 3 4  “ロッテ西野　育成初開幕ローテ浮上　先発不安の中、待望の救世主”. 스포니치 Sponichi Annex. 2013년 3월 22일. 2013년 4월 26일에 확인함.
3. 1 2 3 4 5  “12年＝育成選手、13年＝先発9勝、そして14年＝侍ジャパンの守護神！ロッテ・西野勇士が辿った球歴とは…”. BASEBALL KING. 2014년 11월 25일. 2022년 2월 13일에 확인함.
4. ↑  “橋本清：ファームはロッテが日本一！”. 《橋本清の『気合じゃーＤＢＢブログ』》. ワイズ・スポーツ株式会社. 2010년 10월 7일. 2010년 10월 21일에 원본 문서에서 보존된 문서. 2013년 6월 30일에 확인함.
5. 1 2 3 4 5  “ロッテ・西野　連日の初先発で初勝利!育成出身初デビュー戦快挙”. 스포니치 Sponichi Annex. 2013년 4월 9일. 2013년 5월 14일에 확인함.
6. ↑  “2008年育成ドラフト会議全指名選手”. 千葉ロッテマリーンズ オフィシャルサイト. 2008년 10월 30일. 2022년 2월 15일에 원본 문서에서 보존된 문서. 2022년 2월 13일에 확인함.
7. ↑  “ロッテ育成　新湊高の西野と契約”. Sponichi Annex. 2008년 11월 22일. 2022년 2월 13일에 확인함.
8. ↑  “2010年度 千葉ロッテマリーンズ 個人投手成績（イースタン・リーグ）”. 일본 야구 기구. 2022년 2월 13일에 확인함.
9. ↑  “2011年度 千葉ロッテマリーンズ 個人投手成績（イースタン・リーグ）”. 일본 야구 기구. 2022년 2월 13일에 확인함.
10. ↑  “2012年度 千葉ロッテマリーンズ 個人投手成績（イースタン・リーグ）”. 일본 야구 기구. 2022년 2월 13일에 확인함.
11. 1 2 3  “続けないと意味がない－ロッテ西野の耳に残る着信音”. 닛칸 스포츠. 2018년 2월 28일. 2020년 11월 11일에 확인함.
12. ↑  “西野投手の支配下選手登録について”. 지바 롯데 마린스. 2012년 11월 11일. 2013년 3월 18일에 원본 문서에서 보존된 문서. 2013년 3월 13일에 확인함.
13. 1 2 3  “年俸４４０万男が躍動！西野　育成ドラフト出身でＣＳ初勝利”. Sponichi Annex. 2013년 10월 13일. 2022년 2월 13일에 확인함.
14. ↑  “ロッテ　西野を支配下選手登録”. Sponichi Annex. 2012년 11월 11일. 2022년 2월 13일에 확인함.
15. 1 2 3  “ロッテ・西野勇士、試練を乗り越えパ・リーグ初の育成から新人王なるか？”. web Sportiva. 2013년 7월 7일. 2022년 2월 13일에 확인함.
16. ↑  “登録・抹消情報 開幕一軍メンバー発表!”. 지바 롯데 마린스. 2013년 3월 27일. 2022년 2월 13일에 원본 문서에서 보존된 문서. 2022년 2월 13일에 확인함.
17. ↑  “育成枠出身のロッテ・西野がプロ初登板”. 데일리 스포츠. 2013년 3월 30일. 2013년 4월 1일에 원본 문서에서 보존된 문서. 2020년 11월 11일에 확인함.
18. ↑  “好投も雨で幻に…ロッテ西野　スライドで“２度目の初先発”へ”. Sponichi Annex. 2013년 4월 7일. 2022년 2월 13일에 확인함.
19. ↑  “先発・西野27球　ノーゲームで2試合連続先発”. 《스포니치 Sponichi Annex》. 스포츠 닛폰. 2013년 4월 8일. 2013년 4월 12일에 확인함.
20. ↑  “西野が初先発初勝利、ホワイトセルが3打席連発＆角中満弾”. 《스포니치 Sponichi Annex》. 스포츠 닛폰. 2013년 4월 8일. 2013년 4월 8일에 확인함.
21. ↑  “育成の星ロッテ西野「夢見た場所」／球宴”. 닛칸 스포츠. 2013년 7월 1일. 2022년 2월 13일에 확인함.
22. ↑  “2013年度マツダオールスターゲーム 試合結果（第3戦）”. 일본 야구 기구. 2022년 2월 13일에 확인함.
23. ↑  “西野でまさか　ロッテ４連敗で２カ月ぶり首位陥落”. Sponichi Annex. 2013년 7월 7일. 2022년 2월 13일에 확인함.
24. ↑  “４連敗で３位転落”. 千葉日報. 2013년 7월 29일. 2022년 2월 13일에 확인함.
25. ↑  “【ロッテ】西野３回ＫＯ「リズム崩した」”. 닛칸 스포츠. 2013년 8월 4일. 2022년 2월 13일에 확인함.
26. ↑  “ロッテ西野が右肩痛で出場選手登録抹消”. 데일리 스포츠. 2013년 8월 10일. 2022년 2월 13일에 확인함.
27. ↑  “西野　４回まで無安打投球もマー君討ちならず「まだまだ力不足」”. Sponichi Annex. 2013년 8월 23일. 2022년 2월 13일에 확인함.
28. ↑  “ロッテ西野が五回途中５失点で５敗目”. 데일리 스포츠. 2013년 8월 29일. 2013년 11월 1일에 원본 문서에서 보존된 문서. 2022년 2월 13일에 확인함.
29. ↑  “【ロッテ】西野７失点ＫＯ「リズム悪い」”. 닛칸 스포츠. 2013년 9월 5일. 2022년 2월 13일에 확인함.
30. ↑  “2013年度 千葉ロッテマリーンズ 個人投手成績（パシフィック・リーグ）”. 일본 야구 기구. 2022년 2월 13일에 확인함.
31. ↑  “【ロッテ】西野見事な火消し　ＣＳ初勝利”. 닛칸 스포츠. 2013년 10월 12일. 2022년 2월 13일에 확인함.
32. 1 2  “西野　ストッパー構想急浮上！昨季先発で９勝も監督が配置転換プラン”. Sponichi Annex. 2014년 1월 22일. 2022년 2월 13일에 확인함.
33. ↑  “ロッテ西野がサンデー伝説「29」を継承”. 닛칸 스포츠. 2013년 12월 13일. 2022년 2월 13일에 확인함.
34. ↑  “西野　背番号「29」お披露目試合で１回２Ｋ　伊東監督「よかったね」”. Sponichi Annex. 2014년 2월 22일. 2022년 2월 13일에 확인함.
35. ↑  “ロッテ　益田　開幕絶望　右肘違和感　伊東監督「いなきゃいないで」”. Sponichi Annex. 2014년 3월 21일. 2022년 2월 13일에 확인함.
36. ↑  “登録・抹消情報 開幕一軍メンバー発表!!”. 지바 롯데 마린스. 2014년 3월 26일. 2022년 2월 13일에 확인함.
37. ↑  “ロッテ西野、プロ初セーブ「緊張した」”. 닛칸 스포츠. 2014년 4월 5일. 2020년 11월 11일에 확인함.
38. ↑  “2014年4月18日 【公式戦】 試合結果 （千葉ロッテvs福岡ソフトバンク）”. 일본 야구 기구. 2022년 2월 13일에 확인함.
39. ↑  “ロッテ西野勇士「理想は上原さんのようなクローザー」”. ベースボールonline. 2014년 7월 14일. 2020년 11월 11일에 확인함.
40. ↑  “「文句一つ言わずに」／伊東監督”. 닛칸 스포츠. 2014년 4월 27일. 2022년 2월 13일에 확인함.
41. ↑  “「数字的にも立派」／伊東監督”. 닛칸 스포츠. 2014년 9월 20일. 2022년 2월 13일에 확인함.
42. ↑  “2014年度 千葉ロッテマリーンズ 個人投手成績（パシフィック・リーグ）”. 일본 야구 기구. 2022년 2월 13일에 확인함.
43. ↑  “侍守護神ロッテ西野、自炊デビュー目指す”. 닛칸 스포츠. 2014년 12월 18일. 2022년 2월 13일에 확인함.
44. ↑  “ロッテ浮上に欠かせないが…侍ジャパン守護神・西野勇士に隠された不安要素”. BASEBALL KING. 2015년 1월 6일. 2023년 11월 3일에 확인함.
45. 1 2  “ロッテ西野3360万増6000万　代表意欲”. 닛칸 스포츠. 2014년 12월 17일. 2022년 2월 13일에 확인함.
46. ↑  “登録・抹消情報 開幕一軍メンバー発表!!”. 지바 롯데 마린스. 2015년 3월 25일. 2022년 2월 13일에 확인함.
47. 1 2  “投手陣の踏ん張りで3位へ滑り込んだロッテ。優勝へ補強は不可欠【2015通信簿】”. ベースボールチャンネル. 2015년 12월 30일. 2022년 2월 13일에 확인함.
48. ↑  “西野　自己最多更新３４セーブ「負けられない試合だった」”. Sponichi Annex. 2015년 9월 24일. 2022년 2월 13일에 확인함.
49. 1 2  “ロッテ西野骨折で抹消…伊東監督、一致団結に期待”. 닛칸 스포츠. 2015년 9월 25일. 2022년 4월 19일에 확인함.
50. ↑  “2015年度 千葉ロッテマリーンズ 個人投手成績（パシフィック・リーグ）”. 일본 야구 기구. 2022년 2월 13일에 확인함.
51. 1 2  “ロッテ西野１億円　結婚も発表「１年支えてくれた」”. 닛칸 스포츠. 2015년 12월 8일. 2022년 2월 13일에 확인함.
52. ↑  “登録・抹消情報 開幕一軍メンバー発表!!”. 지바 롯데 마린스. 2016년 3월 23일. 2022년 2월 13일에 확인함.
53. ↑  “オールスター出場選手決定／パ28選手一覧”. 닛칸 스포츠. 2016년 7월 4일. 2022년 2월 13일에 확인함.
54. 1 2 3  “ロッテ守護神・西野　右肘痛で登録抹消へ　伊東監督が明言”. 스포츠 닛폰. 2016년 7월 31일. 2020년 11월 11일에 확인함.
55. ↑  “ロッテ　今季初同一カード３連敗　西野１年ぶり被弾で猛省２敗目”. Sponichi Annex. 2016년 5월 30일. 2022년 2월 13일에 확인함.
56. ↑  “ロッテ西野　誤算３敗目「こんなに失敗すると思わなかった」”. Sponichi Annex. 2016년 6월 5일. 2022년 2월 13일에 확인함.
57. ↑  “伊東監督、西野打たれサヨナラ負けも「粘りはした」”. 닛칸 스포츠. 2016년 6월 29일. 2022년 2월 13일에 확인함.
58. ↑  “西野、３年連続２０セーブも…連日の失点に「納得していない」”. Sponichi Annex. 2016년 7월 7일. 2022년 2월 13일에 확인함.
59. ↑  “西野悔し９回痛恨被弾「クローザーとして最低の仕事」”. Sponichi Annex. 2016년 7월 11일. 2022년 2월 13일에 확인함.
60. ↑  “ヤクルト山崎ら１軍登録／31日プロ野球公示”. 닛칸 스포츠. 2016년 7월 31일. 2022년 2월 13일에 확인함.
61. 1 2 3  “ロッテ・西野、500万減も想定内「凄く苦しいシーズン」”. Sponichi Annex. 2016년 12월 20일. 2022년 2월 13일에 확인함.
62. ↑  “ロッテの守護神・西野が２カ月ぶり１軍復帰！！　「ＣＳに向けてアピール」”. 산케이 스포츠. 2016년 9월 27일. 2022년 2월 13일에 확인함.
63. ↑  “ロッテ　守護神・西野に先発再転向プラン「傷つけすぎてしまった」”. Sponichi Annex. 2016년 10월 22일. 2022년 2월 13일에 확인함.
64. ↑  “西野　先発再転向決定「増井くらいになってくれたら」”. Sponichi Annex. 2016년 11월 3일. 2022년 2월 13일에 확인함.
65. ↑  “ロッテ　西野　４年ぶり先発「何球か甘い球があったけど」”. Sponichi Annex. 2017년 4월 1일. 2022년 2월 13일에 확인함.
66. ↑  “ロッテ「隔週ローテ」プラン浮上　千隼＆酒居が候補”. Sponichi Annex. 2017년 2월 28일. 2022년 2월 13일에 확인함.
67. ↑  “2日の公示　DeNAがドラ1濱口を出場登録　オリックスはヘルメンを抹消”. Full-Count. 2017년 4월 2일. 2022년 2월 13일에 확인함.
68. ↑  “ロッテ西野　４年ぶり先発再転向初勝利「通用するか不安あった」”. 스포츠 닛폰. 2017년 4월 14일. 2020년 11월 11일에 확인함.
69. 1 2 3  “ロッテ西野2000万減「甘い考えがありました」”. 닛칸 스포츠. 2017년 12월 1일. 2017년 12월 1일에 확인함.
70. ↑  “西武・大石、キャンデラリオを抹消、新助っ人ガルセスが初昇格　3日のプロ野球公示”. BASEBALL KING. 2017년 5월 3일. 2022년 2월 13일에 확인함.
71. ↑  “ロッテ西野が5か月ぶり1軍で勝負のマウンド「最後にチャンスをもらった」”. Full-Count. 2017년 9월 30일. 2020년 11월 11일에 확인함.
72. ↑  “ロッテ西野「肘のことを意識せず」４月以来の２勝目”. 닛칸 스포츠. 2017년 9월 30일. 2020년 11월 11일에 확인함.
73. ↑  “角中、清田は外れるロッテ開幕１軍登録メンバー一覧”. 닛칸 스포츠. 2018년 3월 29일. 2022년 2월 13일에 확인함.
74. ↑  “2018年4月4日 【公式戦】 試合結果 （オリックスvs千葉ロッテ）”. 일본 야구 기구. 2022년 2월 13일에 확인함.
75. ↑  “【７日の公示】日本ハム・斎藤佑が昇格　ソフトＢは千賀抹消”. Sponichi Annex. 2018년 4월 7일. 2022년 2월 13일에 확인함.
76. ↑  “６日の公示　楽天・則本を抹消、実松を登録”. Sponichi Annex. 2018년 7월 6일. 2022년 2월 13일에 확인함.
77. ↑  “６日の公示　楽天・ペゲーロ、広島・高橋昂ら抹消”. Sponichi Annex. 2018년 8월 6일. 2022년 2월 13일에 확인함.
78. ↑  “２６日の公示　広島・九里を登録　ソフトＢはモイネロを抹消”. Sponichi Annex. 2018년 9월 26일. 2022년 2월 13일에 확인함.
79. 1 2 3 4 5  “【千葉魂】地獄からはい上がった男、西野　かつての守護神、３年ぶりセーブ”. 千葉日報. 2019년 5월 14일. 2020년 11월 11일에 확인함.
80. ↑  “ロッテ・西野　1500万減でサイン「何も言わず受け入れようと思った」”. 데일리 스포츠. 2018년 11월 29일. 2022년 2월 13일에 확인함.
81. ↑  “【直撃】球速5〜8キロUP！注目の米トレーニング施設「ドライブラインベースボール」に潜入”. 산케이 스포츠. 2019년 12월 25일. 2020년 11월 11일에 확인함.
82. ↑  “ルーキー藤原ら外野手６人／ロッテ開幕１軍メンバー”. 닛칸 스포츠. 2019년 3월 28일. 2022년 2월 13일에 확인함.
83. ↑  “2019年4月23日 【公式戦】 試合結果 （千葉ロッテvs埼玉西武）”. 일본 야구 기구. 2022년 2월 13일에 확인함.
84. ↑  “ロッテ吉井コーチ、西野の先発転向プラン明かす”. 닛칸 스포츠. 2019년 7월 11일. 2022년 2월 13일에 확인함.
85. ↑  “【11日の公示】阪神・メッセ、広島・メヒア、日本ハム・王柏融ら抹消”. Sponichi Annex. 2019년 7월 11일. 2022년 2월 13일에 확인함.
86. ↑  “ロッテ・西野、674日ぶり先発勝利！5回0封でローテの穴埋めた”. 산케이 스포츠. 2019년 8월 6일. 2020년 11월 11일에 확인함.
87. ↑  “ロッテ・西野　また好投7回2失点　6年ぶり2度目の2桁奪三振も記録”. Sponichi Annex. 2019년 8월 16일. 2022년 2월 13일에 확인함.
88. ↑  “ロッテ・西野　11年目の初完封「7回ぐらいからいけるかなと…」”. Sponichi Annex. 2019년 9월 7일. 2022년 2월 13일에 확인함.
89. ↑  “2019年度 千葉ロッテマリーンズ 個人投手成績（パシフィック・リーグ）”. 일본 야구 기구. 2022년 2월 13일에 확인함.
90. ↑  “ロッテ・西野1000万増7000万円に笑顔「まだ伸びしろある」”. Sponichi Annex. 2019년 12월 3일. 2022년 2월 13일에 확인함.
91. ↑  “開幕ローテ候補のロッテ・西野「変化球はOK」”. BASEBALL KING. 2020년 3월 1일. 2020년 11월 11일에 확인함.
92. ↑  “ロッテ・二木　先発最後の1枠ゲットへ9日の中日戦に先発”. Sponichi Annex. 2020년 6월 9일. 2022년 2월 13일에 확인함.
93. ↑  “ロッテ西野が右肘靱帯損傷　井口監督も険しい表情”. 닛칸 스포츠. 2020년 6월 16일. 2020년 11월 11일에 확인함.
94. ↑  “ロッテ西野が右肘手術　スローイング11月の見込み”. 닛칸 스포츠. 2020년 6월 30일. 2020년 11월 11일에 확인함.
95. ↑  “ロッテ西野1750万円減、手術の右肘リハビリ順調”. 닛칸 스포츠. 2020년 12월 4일. 2022년 2월 13일에 확인함.
96. ↑  “ロッテ・西野が25％ダウンの1750万円減でサイン「減額いっぱいです」”. Sponichi Annex. 2020년 12월 4일. 2022년 2월 13일에 확인함.
97. ↑  “ロッテ・西野　フル回転誓う　2年間公式戦から離れるも「まだいける」”. Sponichi Annex. 2022년 1월 27일. 2022년 2월 13일에 확인함.
98. ↑  “ロッテ西野「来季は開幕から1軍で」2年連続登板なしで1000万円ダウン”. Sponichi Annex. 2021년 12월 17일. 2022년 2월 13일에 확인함.
99. ↑  “【ロッテ】トミー・ジョン手術明けの西野勇士が今季初実戦 1イニング無失点”. 주니치 스포츠. 2022년 3월 1일. 2022년 3월 24일에 확인함.
100. ↑  “ロッテ　西野勇士がハーラートップの５勝目　トミー・ジョン乗り越え４年ぶり完投勝利”. 《デイリースポーツ online》 (株式会社デイリースポーツ). 2023년 5월 20일. 2023년 5월 20일에 확인함.
101. ↑  “ロッテ・西野が２試合連続無失点　中継ぎスタートも将来的に監督「先発でいってもらいたい」”. 데일리 스포츠. 2022년 3월 6일. 2022년 3월 24일에 확인함.
102. ↑  “【ロッテ】ハーマンが米国帰国 CSファーストステージには登録されず”. 주니치 스포츠. 2021년 11월 9일. 2022년 3월 24일에 확인함.
103. ↑  “ロッテ井口監督が唐川侑己開幕１軍に「間に合わない感じ」　佐々木千隼も微妙でゲレーロら代役か”. 닛칸 스포츠. 2022년 3월 16일. 2022년 3월 24일에 확인함.
104. ↑  “ロッテ・西野が3年ぶり開幕1軍入り　井口監督、右肘手術から復帰右腕に勝利の方程式入り期待”. Sponichi Annex. 2022년 3월 24일. 2022년 3월 24일에 확인함.
105. 1 2 3 4 5  “37試合に登板し防御率1.73 トミー・ジョン手術から復活したロッテ・西野勇士”. 《ベースボールキング》. 2022년 11월 29일. 2023년 10월 17일에 확인함.
106. 1 2  “ロッテ西野が948日ぶりの白星 最速152キロに「手術前よりよくなっている」 - スポニチ Sponichi Annex 野球”. 《スポニチ Sponichi Annex》 (일본어). 2023년 1월 15일에 확인함.
107. ↑  “2022年5月17日(火)-ロッテvs楽天”. BASEBALL KING. 2023년 11월 5일에 확인함.
108. ↑  “ソフトバンク千賀滉大、オリックス吉田正尚ら抹消　DeNA佐野恵太ら登録／21日公示”. 닛칸 스포츠. 2022년 5월 21일. 2023년 11월 5일에 확인함.
109. ↑  “ソフトバンク今宮健太が特例で抹消　巨人松原聖弥ら登録、北村ら抹消／25日公示”. 닛칸 스포츠. 2022년 5월 25일. 2023년 11월 5일에 확인함.
110. 1 2  “ロッテ、“勝利の方程式”を固定できず…今季のリリーフ陣を振り返る”. 《BASEBALL KING》. 2023년 1월 15일에 확인함.
111. ↑  “2022年7月6日 【公式戦】 試合結果 （千葉ロッテvs北海道日本ハム）”. 일본 야구 기구. 2023년 11월 5일에 확인함.
112. ↑  “2022年7月21日 【公式戦】 試合結果 （千葉ロッテvs埼玉西武）”. 일본 야구 기구. 2023년 11월 5일에 확인함.
113. ↑  “【ロッテ】西野勇士、土肥星也コロナ陽性判定、ともに発熱症状　26日に「特例2022」で抹消”. 닛칸 스포츠. 2022년 7월 27일. 2023년 11월 5일에 확인함.
114. ↑  “阪神近本光司、巨人中島宏之ら登録　ソフトバンク柳田悠岐、広島秋山翔吾ら抹消／23日公示”. 닛칸 스포츠. 2022년 8월 23일. 2023년 11월 5일에 확인함.
115. ↑  “2022年度 千葉ロッテマリーンズ 個人投手成績（パシフィック・リーグ）”. 일본 야구 기구. 2023년 11월 5일에 확인함.
116. ↑  “【ロッテ】今季復帰の西野勇士750万円増「周りに助けられて」来春は種市と米自主トレへ”. 《nikkansports.com》. 2023년 1월 15일에 확인함.
117. ↑  “【ロッテ】西野勇士、本拠地開幕戦先発「空回りしないように気負い過ぎず、いつも通り平常心で」”. 닛칸 스포츠. 2023년 4월 3일. 2023년 11월 5일에 확인함.
118. ↑  “西野勇士が約3年半ぶりの先発マウンドへ。松本剛は昨季の千葉ロッテ戦で打率.373”. パ・リーグ.com. 2023년 4월 3일. 2023년 11월 5일에 확인함.
119. ↑  “吉井ロッテ　4戦目でようやく初勝利　新監督の勧めで先発再転向の西野に1305日ぶりの白星”. Sponichi Annex. 2023년 4월 5일. 2023년 11월 5일에 확인함.
120. 1 2  “ロッテ・西野勇士「何かがダメでも補える球種が絶対2つはあった」シーズン通して安定した投球”. BASEBALL KING. 2023년 10월 23일. 2023년 11월 5일에 확인함.
121. ↑  “【ロッテ】西野勇士が中15日で６・25日本ハム戦予告先発「しっかりゲームを作れるように」”. 닛칸 스포츠. 2023년 6월 24일. 2023년 11월 5일에 확인함.
122. ↑  “千葉ロッテが緊迫の延長戦を制す　ポランコの押し出し四球でサヨナラ勝利”. パ・リーグ.com. 2023년 7월 4일. 2023년 11월 5일에 확인함.
123. ↑  “ロッテ・西野、右肩違和感で登録抹消　吉井監督「重い状態ではない」”. Sponichi Annex. 2023년 7월 12일. 2023년 11월 5일에 확인함.
124. ↑  “西野勇士が6イニング1失点、約2カ月ぶり7勝目 右肩痛から復帰、チームの連敗ストップ「大事な試合と分かっていた」【ロッテ】”. 주니치 스포츠. 2023년 7월 22일. 2023년 11월 5일에 확인함.
125. ↑  “WBC優勝を支えた名伯楽の手腕が冴える。千葉ロッテ先発陣の活躍の理由に迫る”. パ・リーグ.com. 2023년 8월 28일. 2023년 11월 5일에 확인함.
126. ↑  “7年ぶりCS登板のロッテ西野　今季最短3回3失点で降板”. 마이니치 신문. 2023년 10월 15일. 2023년 11월 5일에 확인함.
127. ↑  “2023年10月15日 【公式戦】 試合結果 （千葉ロッテvs福岡ソフトバンク）”. 일본 야구 기구. 2023년 11월 5일에 확인함.
128. ↑  “2014年10月9日 侍ジャパン｢2014 SUZUKI 日米野球｣出場選手発表！”. 侍ジャパン公式サイト. 2014년 10월 9일. 2015년 3월 26일에 확인함.
129. ↑  “西武守護神高橋が遠距離恋愛実らせ結婚”. 닛칸 스포츠. 2014년 12월 26일. 2022년 2월 13일에 확인함.
130. ↑  “侍ジャパン“ノーヒットノーラン”継投で２４年ぶり勝ち越し”. Sponichi Annex. 2014년 11월 15일. 2022년 2월 13일에 확인함.
131. ↑  “侍救援陣、重圧はねのけ無安打リレー”. 닛칸 스포츠. 2014년 11월 16일. 2022년 4월 19일에 확인함.
132. ↑  “欧州代表戦、侍ジャパン出場選手発表！6選手が小久保体制下で初招集”. 侍ジャパン公式サイト. 2015년 2월 16일. 2015년 3월 22일에 확인함.
133. ↑  “侍日本が欧州代表に逆転勝ち／強化試合詳細”. 닛칸 스포츠. 2015년 3월 10일. 2022년 2월 13일에 확인함.
134. ↑  “ひかりTV 4K GLOBAL BASEBALL MATCH 2015 侍ジャパン 対 欧州代表 第1戦 2015年3月10日（火） 東京ドーム　打席結果・投打成績”. 野球日本代表 侍ジャパンオフィシャルサイト. 2015년 3월 10일. 2016년 3월 10일에 확인함.
135. ↑  “トップチーム第一次候補選手発表！11月に行われる「WBSC世界野球プレミア12」へ向けて65名が名を連ねる”. 野球日本代表 侍ジャパンオフィシャルサイト. 2015년 7월 16일. 2015년 8월 4일에 확인함.
136. ↑  “侍ジャパン、『プレミア12』の1次登録メンバー45人を発表！”. BASEBALL KING. 2015년 9월 10일. 2023년 11월 5일에 확인함.
137. 1 2  “17年ＷＢＣ守護神にロッテ西野が名乗り　再び侍へ”. 닛칸 스포츠. 2015년 12월 7일. 2022년 2월 13일에 확인함.
138. ↑  “3月開催の侍ジャパン強化試合、出場26選手発表！”. 野球日本代表 侍ジャパンオフィシャルサイト. 2016년 2월 15일. 2016년 2월 17일에 확인함.
139. ↑  “日本通運 presents 侍ジャパン強化試合 チャイニーズ・タイペイvs日本”. 野球日本代表 侍ジャパンオフィシャルサイト. 2016년 3월 6일. 2022년 2월 13일에 확인함.
140. 1 2  “【持ち球リレートーク】ロッテ・西野勇士のフォーク「空振りしなくていい」”. 週刊ベースボールONLINE. 2023년 10월 17일. 2023년 11월 3일에 확인함.
141. 1 2  “ロッテ・西野勇士が直伝！魔球「フォークボール」の投げ方・握り方”. 週刊ベースボールONLINE. 2015년 6월 30일. 2023년 11월 3일에 확인함.
142. ↑  “29 西野 勇士選手名鑑2020 ｜千葉ロッテマリーンズ”. 《지바 롯데 마린스》 (일본어). 2022년 1월 11일에 원본 문서에서 보존된 문서. 2022년 1월 10일에 확인함.
143. ↑  “29 西野 勇士 選手名鑑2019｜千葉ロッテマリーンズ”. 《지바 롯데 마린스》 (일본어). 2022년 1월 10일에 원본 문서에서 보존된 문서. 2022년 1월 10일에 확인함.
144. ↑  “電車男ロッテ西野、自動車免許を取得”. 닛칸 스포츠. 2013년 12월 29일. 2013년 12월 29일에 확인함.
145. ↑  “「マツダオールスターゲーム2013」益田投手、西野投手、今江選手、鈴木選手が監督推薦で選出!!”. 千葉ロッテマリーンズ. 2012년 7월 1일. 2013년 7월 4일에 원본 문서에서 보존된 문서. 2013년 7월 4일에 확인함.